# Вягозеро
Вягозеро — бессточное озеро на территории Паданского сельского поселения Медвежьегорского района Республики Карелии.

## Общие сведения
Площадь озера — 1,2 км². Площадь водосборного бассейна — 7,2 км². Располагается на высоте 122,1 метров над уровнем моря. Объём воды — 0,0032 км³
Форма озера лопастная, продолговатая: вытянуто с северо-запада на юго-восток. Берега каменисто-песчаные, местами заболоченные.
Озеро поверхностных стоков не имеет и принадлежит бассейну Сяргозера, которое протокой соединяется с Сонозером, через которое течёт река Волома, впадающая в Сегозеро.
К востоку от озера проходит дорога местного значения 86К-165 («Чёбино — Паданы — Шалговаара — Маслозеро»).
Код объекта в государственном водном реестре — 02020001111102000007826.